# Bernd Bransch
Bernd Bransch (født 24. september 1944, død 11. juni 2022) var en østtysk fodboldspiller.

## Karriere

### Klub
Bernd Bransch var midtbanespiller og spillede stort set hele sin karriere for SC Chemie Halle (fra 1966 under navnet Hallescher FC Chemie). I sæsonen 1973/74 spillede han for FC Carl Zeiss Jena, inden han vendte tilbage til Hallescher, hvor han spillede, til han indstillede sin karriere i 1977.
Han blev som midtbanespiller topscorer i Oberliga, den bedste østtyske række i 1965, og han blev kåret som årets fodboldspiller i DDR i 1968 og 1974. I sin sæson hos Carl Zeiss Jena var han med til at vinde det østtyske pokalmesterskab.

### Landshold
Bransch spillede enkelte kampe på DDR's U-landshold, og han debuterede på A-landsholdet i 1967. Her deltog han ved OL 1972 i München som anfører for holdet, en post han fortsatte med, indtil han stoppede på landsholdet. DDR blev ved legene nummer to i indledende runde og gik videre til semifinalerunden (to puljer à fire hold). I sin semifinalepulje blev holdet nummer to, hvilket gav kvalifikation til bronzekampen. Finalen kom til at stå mellem Polen og Ungarn, og her løb Polen med guldet efter sejr på 2-1, mens DDR mødte Sovjetunionen i kampen om bronze. I turneringen var reglerne, at hvis kampene i de to afgørende kampe endte uafgjort, ville begge holdene få bedste placering, og det blev aktuelt i bronzekampen, som endte 2-2 efter normal spilletid. Herefter var ingen af holdene interesseret i at risikere at tabe og dermed ikke få medalje, hvilket betød, at der reelt ikke blev spillet angrebsspil, og begge holdene fik dermed bronze – til publikums store mishag.
Bransch var igen anfører for DDR, da de deltog i VM i fodbold 1974, der også blev afholdt i Vesttyskland. Her var DDR i pulje 1 sammen med Australien, Chile og Vesttyskland. De to tysklande mødte hinanden i sidste kamp i Hamburg, og kampen var symbolet på den kolde krig – vest mod øst. Vesttyskerne med blandt andet Franz Beckenbauer og Gerd Müller var store favoritter, men østtyskerne vandt kampen med 1-0, hvorpå begge hold gik videre til mellemrunden med DDR som vindere af puljen foran Vesttyskland. Østtyskerne blev elimineret i mellemrunden, mens vesttyskerne efterfølgende endte som verdensmestre.
Branschs sidste store turnering var OL 1976 i Montreal. Legene var generelt præget af afbud fra en lang række afrikanske lande, og flere sydamerikanske lande meldte også fra i fodboldturneringen. DDR, der stillede med samme trup som ved VM to år forinden, kom som følge deraf i en pulje med blot tre hold, og efter at have spillet 0-0 mod Brasilien i første kamp besejrede de derpå Spanien i sidste puljekamp og gik derpå videre sammen med brasilianerne videre til kvartfinalen. Her vandt DDR 4-0 over Frankrig, og i semifinalen fulgte de op med 2-1 over Sovjetunionen. I finalen mødte østtyskerne de forsvarende mestre fra Polen, der tillige var VM-bronzevindere fra to år tidligere, men polakkerne var ikke i samme form, så Bransch og østtyskerne vandt forholdsvis nemt 3-1 og sikrede sig dermed guldet, men Polen fik sølv og Sovjetunionen bronze. Bransch indstillede sin landsholdskarriere efter OL efter 72 kampe, hvor han scorede to mål.

## Senere karriere
Efter at have indstillet sin aktive karriere arbejdede Bransch med ungdomsidræt i Halle, og i 1983 blev han præsident for sin gamle klub, Hallescher FC. Efter Tysklands genforening afgik han fra denne post i 1990, hvorpå han var arbejdsløs, inden han fik job som forsikringsagent. I 2007 blev han vicepræsident for Halles idrætssammenslutning, lige som han blev sportskonsulent for Hallescher FC.